# Alfred Pfaff
Alfred Pfaff (16. juli 1926 – 27. december 2008) var en tysk fodboldspiller, der som midtbanespiller på det vesttyske landshold var med til at vinde guld ved VM i 1954 i Schweiz, efter den sensationelle 3-2 sejr i finalen over storfavoritterne fra Ungarn. Han spillede én af tyskernes seks kampe i turneringen, 3-8 nederlaget i den indledende runde, også mod Ungarn. I alt nåede han, mellem 1953 og 1956 at spille syv landkampe og score to mål.
Pfaff var på klubplan primært tilknyttet Eintracht Frankfurt i sin fødeby. Her var han i 1959 med til at vinde det tyske mesterskab.